# Aspidoconcha limnoriae
Aspidoconcha limnoriae is een mosselkreeftjessoort uit de familie van de Xestoleberididae. De wetenschappelijke naam van de soort is voor het eerst geldig gepubliceerd in 1953 door de Vos.

## Verspreiding
Aspidoconcha limnoriae is een kleine mosselkreeftje die commensaal leeft op de aanhangsels en het achterlijf van houtborende pissebedden van het geslacht Limnoria. Zijn gebied van oorsprong is onbekend, maar er is een geïntroduceerde populatie bekend uit San Diego, Californië, waar hij is gevonden op L. tripunctata. Het is bekend van koud-gematigde tot mediterrane klimaten (dat willen zeggen Quebec, Italië en San Diego) op jachthavens, pieren, drijvende en ondergedompelde boomstammen en scheepsrompen. Voor deze soorten zijn geen economische of ecologische effecten gemeld.